# Eleições gerais de El Salvador em 2024
As eleições gerais foram realizadas em El Salvador em 4 de fevereiro de 2024 para eleger o presidente, o vice-presidente e todos os 60 deputados da Assembleia Legislativa. Isto será seguido por um segundo conjunto de eleições em 3 de março de 2024, nas quais os eleitores elegerão todos os 44 prefeitos e conselhos municipais dos municípios do país e todos os 20 deputados de El Salvador ao Parlamento Centro-Americano (PARLACEN). Se necessário, um segundo turno presidencial será realizado na mesma data se nenhum candidato obtiver mais de 50 por cento dos votos no primeiro turno.
Em 5 de fevereiro de 2024, com 70,25% das urnas apuradas, Bukele foi reeleito para o cargo de presidente com o apoio de 83,14% do eleitorado salvadorenho, ou 1 662 313 votos.

## Resultados
Fonte: TSE.
| Partido politico | Partido politico                                   | Presidente      | Vice-presidente  | %     |
| ---------------- | -------------------------------------------------- | --------------- | ---------------- | ----- |
|                  | Nuevas Ideas                                       | Nayib Bukele    | Félix Ulloa      | 84,65 |
|                  | Alianza Republicana Nacionalista                   | Joel Sánchez    | Hilcia Bonilla   | 6,40  |
|                  | Frente Farabundo Martí para la Liberación Nacional | Manuel Flores   | Werner Marroquín | 5,57  |
|                  | Nosso tempo                                        | Luis Parada     | Celia Medrano    | 2,04  |
|                  | Força da solidariedade                             | Javier Renderos | Rafael Montalvo  | 0,74  |
|                  | Irmandade Patriótica Salvadorenha                  | Marina Murillo  | Fausto Carranza  | 0,60  |
|                  | Partido Independente Salvadorenho                  | José Cardoza    | Irma Sosa        |       |